# Roode Steen 16
Roode Steen 16 is een gebouw in Hoorn in de provincie Noord-Holland. Het is gelegen aan de Roode Steen, een historisch plein in de binnenstad van Hoorn.
Aanvankelijk waren er op deze plek twee woonhuizen. In de achttiende eeuw zijn deze huizen samengetrokken en in 1790 door de Amsterdamse architect Leendert Viervant voorzien van een neoklassieke voorgevel.
In de 20e eeuw werd het gebruikt als bankgebouw, laatstelijk met een filiaal van de Amro-bank.
Sinds 1965 is het gebouw beschermd als rijksmonument. De omschrijving in het Monumentenregister luidt: "Huis met monumentale bakstenen gevel van vijf traveeën, afgesloten door klassiek hoofdgestel met metopen en triglyphen".

## Westfries Museum

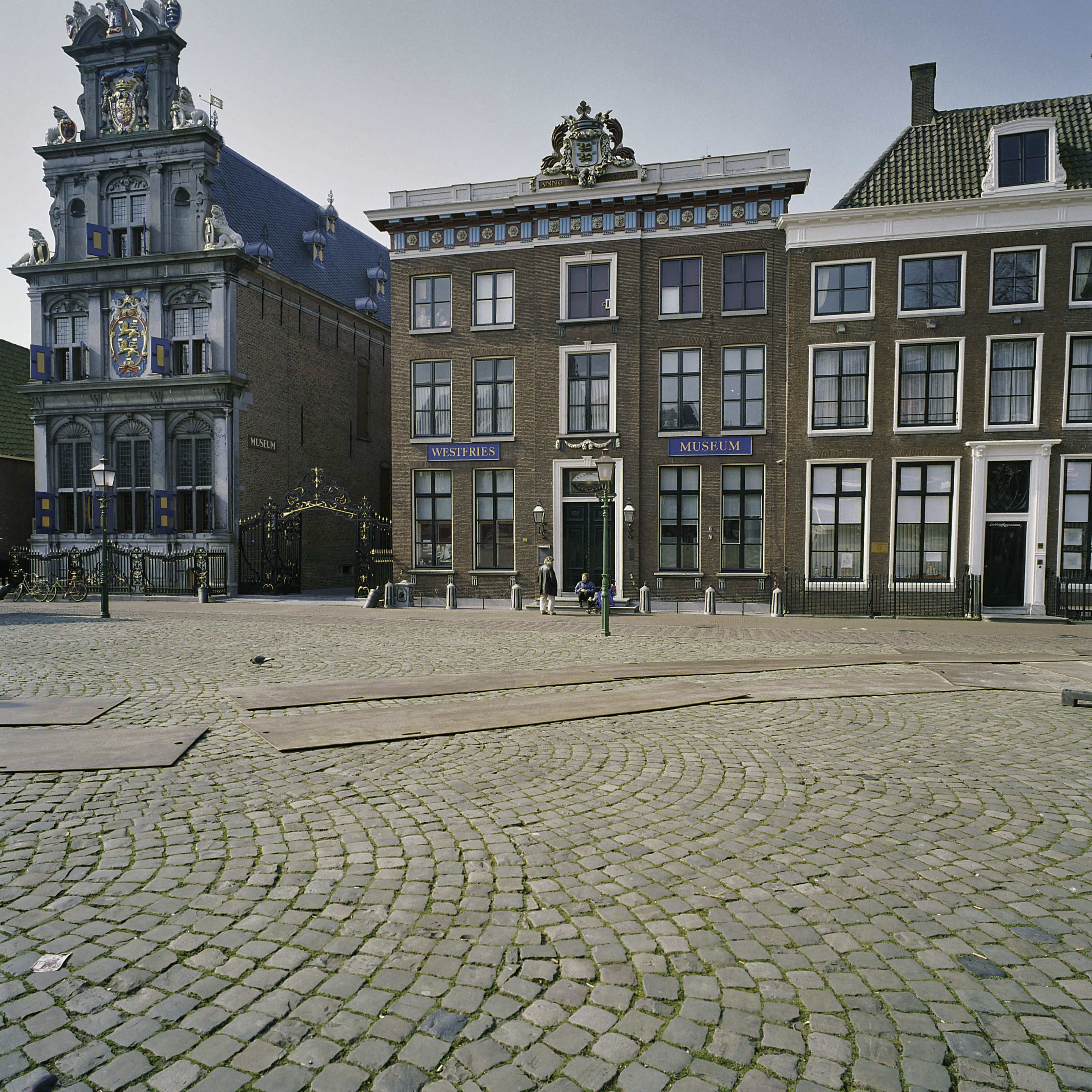
Statencollege en Roode Steen 16 en 15

In 1994 werd het pand Roode Steen 16 in gebruik genomen door het Westfries Museum dat al in het links (zuidoostelijk) ervan liggende Statencollege gevestigd was. De beide panden zijn binnendoor verbonden. Links van Roode Steen 16 ligt de ingang van het museum, tussen de beide voorgevels, met een monumentaal smeedijzeren hek.
Het museum heeft ook belangstelling om het ter rechterzijde (noordelijk) van nummer 16 gelegen pand op Roode Steen 15 te gaan gebruiken.
De door het Westfries Museum gebruikte en verbonden panden, op de adressen Groote Steen 1 (het Statencollege) en 16 en Achterom 2 en 4, en andere panden aan Roode Steen, Proostensteeg en Achterom, hebben in 2010 van de gemeente Hoorn hetzelfde officiële adres (huisnummer) gekregen: Roode Steen 1 (met postcode 1621 CV).
De vier bovengenoemde panden zijn echter nog onderscheidbaar met eigen voorgevel en zijn ook elk op zich aangewezen als rijksmonument en ze staan mede daarom nog onder hun oude adres bekend.